# 彼得·福斯特 (皮划艇运动员)
彼得·福斯特（英語：Peter Foster，1960年7月27日—），澳大利亚男子皮划艇运动员。他曾代表澳大利亚参加1988年夏季奥林匹克运动会皮划艇比赛，获得男子双人皮艇1000米铜牌。